# Dorothy Stratten
Dorothy Ruth Stratten (Vancouver, 28 februari 1960 - Los Angeles, 14 augustus 1980), geboren als Dorothy Ruth Hoogstraten, was een Canadese actrice en playmate van het jaar van 1980. In datzelfde jaar werd ze vermoord door haar man.
De moord was het onderwerp van twee films. In de televisiefilm Death of a Centerfold: The Dorothy Stratten Story werd Dorothy Stratten gespeeld door Jamie Lee Curtis. En in Star 80 (1983), de laatste film van Bob Fosse, werd Stratten gespeeld door Mariel Hemingway. De moordscène in de film werd opgenomen in het appartement waar de echte moord en zelfmoord plaatsvonden. Star 80 werd genomineerd voor een Golden Globe en een Gouden Beer.
Regisseur Peter Bogdanovich, met wie Stratten een relatie had, schreef een boek over haar, The Killing of the Unicorn (1984). De Canadese zanger/gitarist Bryan Adams schreef twee nummers over Stratten: Cover Girl (een hit voor de Canadese band Prism in 1980) en The Best Was Yet to Come, dat op Adams' album Cuts Like a Knife (1983) verscheen en later ook gecoverd werd door Laura Branigan.

## Biografie
Stratten heette oorspronkelijk Hoogstraten. Haar ouders, Simon en Nelly Hoogstraten, waren in 1954 in Nederland getrouwd en emigreerden vervolgens naar Canada. Ze liet haar achternaam veranderen naar Stratten en trouwde in juni 1979 met haar vriend Paul Snider.
Nadat Snider naaktfoto's van haar naar de Amerikaanse Playboy stuurde, nodigde het blad haar uit om voor een fotosessie naar Los Angeles te komen. Ze verscheen in augustus 1979 in Playboy als playmate van de maand en werd door de lezers van het blad verkozen tot playmate van het jaar in 1980. Stratten werkte ook als bunny in de Playboy-club in Los Angeles en begon een carrière als actrice. In 1980 kreeg ze de hoofdrol in de sciencefictionparodie Galaxina.
Haar relatie met Paul Snider verslechterde al snel. Snider bleek ziekelijk jaloers en viel haar lastig op de filmset van Galaxina. Nadat Stratten een relatie begon met de regisseur Peter Bogdanovich huurde Snider een privédetective om haar te volgen. Hugh Hefner adviseerde haar om de relatie met hem te verbreken. Het stel scheidde en Stratten ging samenwonen met Bogdanovich.

### Moord
Op 14 augustus werden Stratten en Snider samen dood gevonden in hun voormalige woning in Los Angeles. Stratten was vermoord door een schot in haar gezicht met een hagelgeweer. Een autopsie wees uit dat Snider na Stratten was gestorven, wat aanduidde dat hij Stratten vermoordde en vervolgens zelfmoord pleegde.
Bogdanovich had Stratten een rol in zijn film They All Laughed (1981) gegeven. Na haar dood wilde geen enkele filmstudio de film uitbrengen. Hij financierde de filmdistributie zelf, maar de film bleek een flop en Bogdanovich verloor miljoenen dollars. Hij trouwde later met Strattens zuster, de actrice Louise Stratten.

## Filmografie
- Americathon (1979), onvermeld
- Skatetown, U.S.A. (1979)
- Autumn Born (1979)
- Galaxina (1980)
- They All Laughed (1981)